# Mankiet

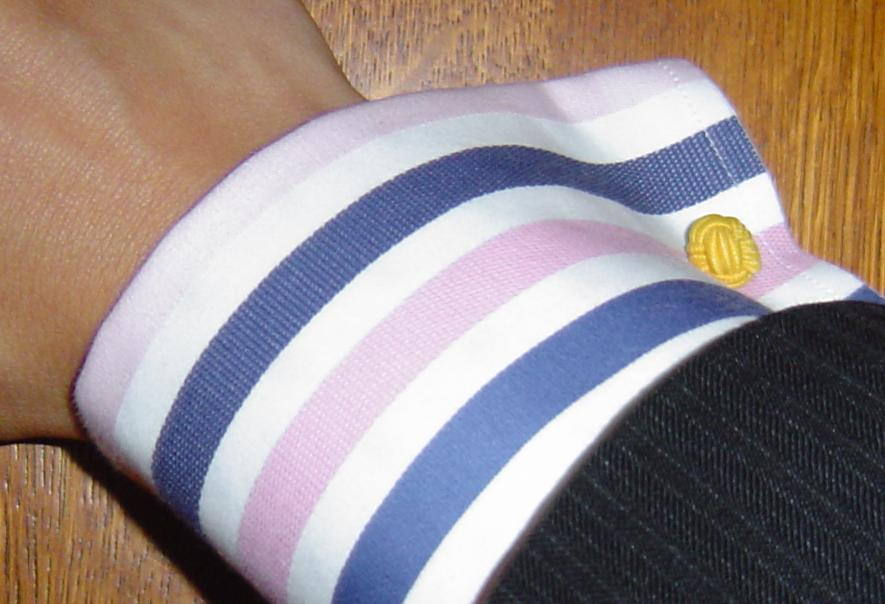
Mankiet rękawa koszuli

Mankiet – dekoracyjne zakończenia rękawów, nogawek spodni, skarpetek lub cholew butów, w formie przyszytego lub odwiniętego paska. W XVI–XVIII wieku mankiety pełniły głównie funkcję ozdobną.